# Věc Makropulos (opera)
Věc Makropulos je tříaktová opera, kterou v letech 1923–1925 napsal český hudební skladatel Leoš Janáček. Jedná se o přepracování stejnojmenné divadelní hry Karla Čapka (poprvé uvedena 21. listopadu 1922 ve Vinohradském divadle). Leoš Janáček převzal od Karla Čapka základní dějová fakta, postavy a situace ze stejnojmenné „filosofické komedie“ o touze po nesmrtelnosti i strachu z ní. Janáček samotný vložil do díla vyhrocené erotické vztahy a erotickou atmosféru příběhu, což je pro něj typické. Snažil se vcítit do ústřední role ženy, slavné zpěvačky Emilie Marty. Ta i přes svůj cynismus, který získala ze zkušeností se svým dlouhým životem (žije už 300 let) touží po lásce, smyslu a naplnění a vlastně závidí smrtelníkům, že v tyto věci věří.

## Historie vzniku

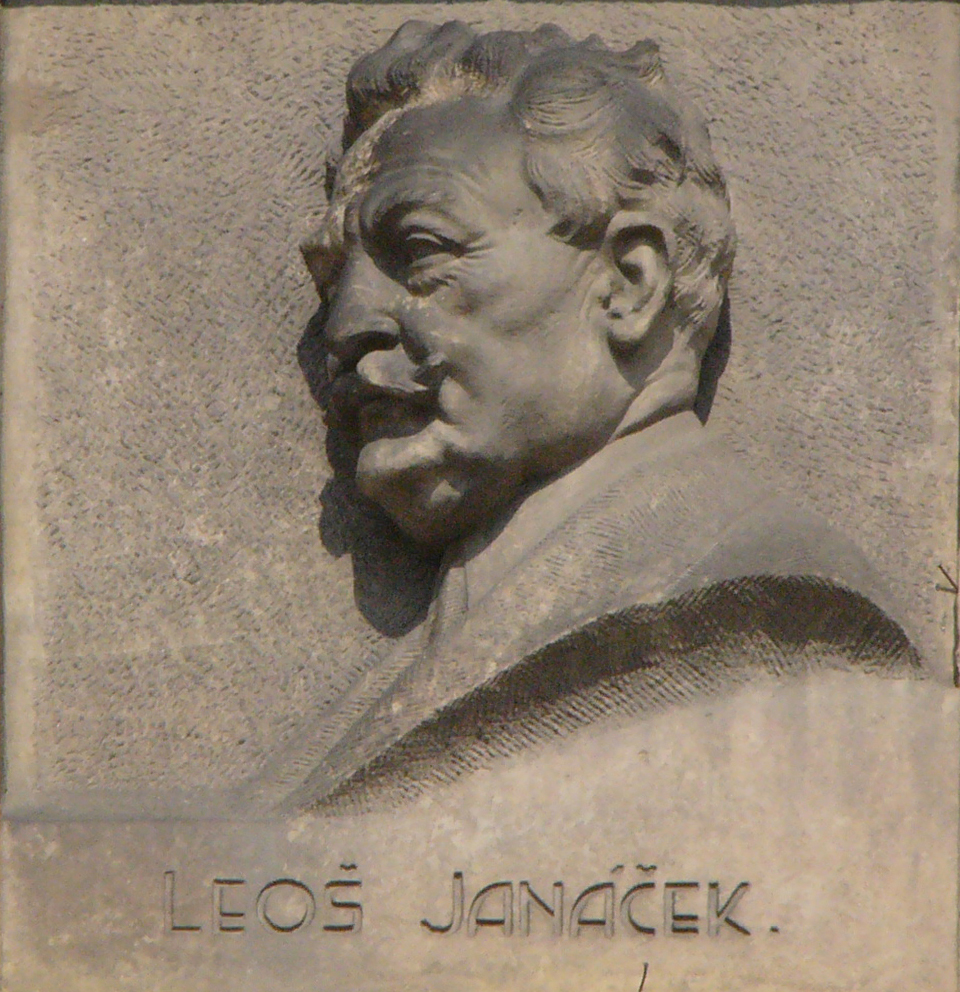
Pamětní deska skladatele v Olomouci

Opera vznikala v letech 1923 až 1925, tedy v době, kdy Janáčkovi bylo okolo sedmdesátky. Karel Čapek byl o šestatřicet let mladší než Leoš Janáček a tedy vzhlížel k němu s generační úctou. Čapek udělil Janáčkovi k adaptaci díla svolení v dopise z 10. září 1923, poté, co si o něj Janáček oficiálně požádal. Čapek dal Janáčkovi právo upravit svou divadelní hru jakkoli a rovnou i rezignoval na nějaké schvalování textu ze své strany a dal tím Janáčkovi volnou ruku. Neznamenalo to ovšem, že by Čapek ke vznikající opeře neměl žádné pochybnosti. Očekával, že Janáček změní vyznění jeho díla, což se také stalo. Zatímco Čapkovo drama je koncipováno jako komedie, je Janáčkovo ztvárnění příkladem tragického opusu. Důkazem je například konec, kdy v Čapkově podání Emilie neumírá, zatímco Janáček nechává hlavní hrdinku zemřít. Janáček také hru výrazně proškrtal (například úplně vyškrtl diskusi o smyslu dlouhověkosti, která byla ve 3. jednání) a ponechal jen nejdůležitější stránky příběhu. Často nechává nedopovězené či nevysvětlené části příběhu.

Když sám nakonec Čapek navštívil jedno z představení opery, byl prý okouzlen a dokonce se domníval, že snad Janáček žádnou repliku nevypustil[zdroj?]. Po představení Janáčkovi řekl: 
| „ | Jak skvěle a ušlechtile dopadla ve vaší úpravě ta věc, ke které jsme měl tu čest dát tak trochu podnět. Je to plný, velký úspěch. | “ |

## Inscenační historie

### Premiéra
Premiéra opery Věc Makropulos se uskutečnila 18. prosince 1926 v Národním divadle v Brně za Janáčkovy účasti:
dirigent: František Neumann
režie: Ota Zítek
výtvarník: Josef Čapek
Emilia Marty: Alexandra Čvanová
Albert Gregor: Emil Olšovský
Baron Prus: Zdeněk Otava
V Národním divadle v Praze byla opera uvedena poprvé v roce 1928 (premiéra 1. března). Následovala uvedení v letech 1956, 1965, 1977, 1985 a 1993 Poslední zdejší uvedení proběhlo v roce 2008.
Národní divadlo moravskoslezské uvedlo tuto operu scénicky roku 1964  a pak ještě roku 2012 v koncertním provedení s Evou Urbanovou v hlavní roli. V předvečer 90. výročí od své premiéry ji na svém reportoáru mělo opetovně Národní divadlo Brno a to koprodukci s GöteborgsOperan v režii Davida Radoka. Pro sezonu 2020-21 nachystalo premiéru této opery též plzeňské Divadlo Josefa Kajetána Tyla Jedná o její první zdejší uvedení.
Věc Makropulos se dostává stále častěji též na světová jeviště, a to zejména na ta v německy mluvících zemích. V posledních letech ji uvedli mj. ve Vídni (2015), Innsbrucku (2016), Berlíně (2016), Darmstadtu (2018), Curychu (2019), či Bonnu (2019). Inscenaci Vlámské opery v Antwerpách bylo možné vidět v roce 2016 v rámci festivalu Janáček Brno.

## Děj

### 1. dějství
V kanceláři solicitátora Vítka u advokáta Kolenatého se rozvine expozice děje. Už skoro sto let se táhne soudní spor mezi rodinou Gregorů a rodem barona Josefa Ferdinanda Prusa o statek Loukov. Před sporem na panství vládl baron Prus, který zemřel bez potomků a bez závěti. V dědictví nastoupil jeho bratranec Emerich. Ovšem proti němu vystoupili synovec Prusovy matky baron Szephazy s žalobou o celé dědictví a jakýsi Ferdinand Karel Gregor s nároky na statek Loukov. Bez závěti se soudní spor vleče až do teď. Gregor si na obhajobu vzal advokáta Kolenatého a po něm to přebírali jeho potomci až k současnému dr. Kolenatému, který zastupuje Alberta Gregora, což je vnuk Ferdinanda Gregora. Na druhé straně stojí Jaroslav Prus. Vypadá to, že Jaroslav proces vyhraje, pokud se nenajde závěť Josefa Ferdinanda Pruse, která by zněla ve prospěch Albertova děda. Albert už je zoufalý a naděje na jeho dědictví se rozplývá. Zvrat do situace přinese zpěvačka Emilia Marty. Ta se dozví o sporu a vstupuje do kanceláře, kde vylíčí, co přesně ví. Prozradí, kde je uložena závěť, která je ve prospěch Ferdinanda Gregora. Advokát jde do Prusova domu a závěť opravdu nalezne. Emilia Marty vyžaduje od Alberta Gregora jako odměnu za závěť, že ji odevzdá řecké listiny, které byly v majetku jeho praděda. Listiny si však ponechal Prus, který je nalezl v závěti ve žluté obálce, a nechce je Emilii vydat. K výhře Alberta ve sporu chybí doklad, že synem Prusovým, který je označen za dědice, byl skutečně Ferdinand Gregor. Emilia slíbí, že takový doklad advokátovi pošle.

### 2. dějství
Po představení opery vypravuje uklízečka strojníkovi o slavném úspěchu zpěvačky. Blouzní o ní i Kristína, dcera solicitátora Vítka, a Emiliině kráse podléhá i Kristinin milý, Prusův syn Janek. Za Emilií přispěchá sem i Prusa, Albert a slabomyslný stařec Hauk, který ve zpěvačce pozná svou někdejší lásku, španělskou cikánku Eugenii. V rozhovoru s Prusem prozradí Emilia další podrobnosti o Josefu Prusovi i o jeho záhadné milence Elině. Zde je také poprvé zmíněno jméno Elina Makropulos, které je uvedeno v matričním zápise u matky Ferdinanda Gregora. Prus proto tvrdí, že ne Gregor, ale právě Makropulos by mohl být jedině dědicem. Emilia tedy slíbí další doklad, že Gregor a Makropulos byli vlastně jedna a tatáž osoba. Emilia opět vyžaduje vydání žluté obálky s listinami, ale Prus stále odmítá. Vynucuje si proto listiny od Janka, který je má z lásky k ní otci ukrást. To vyslechne Prus a slíbí listiny odměnou za lásku.

### 3. dějství
Děj se přesouvá k Emilii do ložnice. Prus je překvapen podivnou chladností své milenky, když následně se dozví, že jeho syn Janek se zabil, dozvěděv se o otcově návštěvě u Emilie. Následně se rozvíjejí bouřlivé scény od vstupu Hauka, který vyzývá Emilii, aby s ním uprchla, až po vstup advokáta, Vítka, Gregora a Kristíny. Advokát prohlašuje dokument poslaný mu Emilií za padělek, protože je na něm podpis stejným rukopisem jako na fotografii, kterou Emilia dala Kristíně. Všichni se nakonec vrhají na Emiliin kufřík, kde objeví listiny s podpisem různých jmen, vždy téhož rukopisu a iniciály E. M. Emilia konečně prozradí tajemství. Je dcerou lékaře Makropula, který vynalezl pro císaře Rudolfa II. elixír mládí - lektvar prodlužující lidský život o 300 let a musel ho vyzkoušet na ní, své dceři Elině Makropulos. Prožila za ta léta několik životů a ztratila schopnost citu, lásky, ale i nenávisti a smyslu pro dobro či zlo. Život ji omrzel, ale přesto když se blížil konec třísetleté lhůty, přišla sem - nikoli kvůli uměleckému úspěchu, ale aby vyzvedla z pozůstalosti svého někdejšího milence Josefa Ferdinanda Pruse, jediného člověka, kterého před sto lety milovala, co mu kdysi zapůjčila. A byl to právě otcův recept, ona "Věc Makropulos", díky které by si znovu prodloužila mládí. Po prozrazení svého tajemství si uvědomí nicotu svého života a listinu nabízí komukoliv z přítomných. Všichni ji odmítají a Kristina ji vezme do rukou a zničí. Emilia vykřikne "Pater hemon" a padá k zemi.

## Význam díla
Premisu Janáčkova díla si v 70. letech 20. století vypůjčil britský filosof Bernard Williams ve své eseji nazvané Věc Makropulos: Úvahy nad úmorností nesmrtelnosti (The Makropulos Case: Reflections on the Tedium of Immortality). V této eseji, která vzbudila živou a stále pokračující filosofickou debatu, Williams obhajuje názor, že nesmrtelný život v jakékoli možné podobě by nikdy nebyl žádoucí. Na příkladu Janáčkovy opery konkrétně ukazuje, že nekončící život na této zemi by nutně vedl k nekončící nudě.

## Nahrávky
1955 Marie Steinerová, Antonín Jurečka, Jaroslav Jaroš, Marie Bakalová, Eduard Hrubeš, Miroslav Pokorný, František Rössler, Josef Kejř, Mužský sbor a Symfonický orchestr brněnského rozhlasu, Břetislav Bakala, nahrávka Československého rozhlasu
1966 Libuše Prylová, Ivo Žídek, Rudolf Vonásek, Helena Tattermuschová, Přemysl Kočí, Viktor Kočí, Karel Berman, Milan Karpíšek, Mužský sbor Národního divadla, Milan Malý (sbormistr), Orchestr Národního divadla v Praze, Bohumil Gregor, Supraphon DV 6248-49 a SV 8351-52, CD 10 8351-2
1978 Elisabeth Söderström, Peter Dvorský, Vladimír Krejčík, Anna Czaková, Václav Zítek, Zdeněk Švehla, Dalibor Jedlička, Beno Blachut, Sbor Státní opery ve Vídni, Helmuth Froschauer, Vídeňská filhramonie, Sir Charles Mackerras, Decca LP D144D 2, CD 430 372-2